# Uscita dalla religione
L'espressione uscita dalla religione è stata proposta da Marcel Gauchet e costituisce uno dei concetti chiave della sua interpretazione della storia. Nella prospettiva dello storico-filosofo francese, l'uscita dalla religione (la sortie de la religion) è un processo che si è sviluppato per diversi millenni senza alcuna necessità storica. 
Il concetto di uscita dalla religione si propone come alternativo al concetto weberiano di disincanto e di razionalizzazione così come a quello schmittiano di secolarizzazione. Secondo Marcel Gauchet infatti il disincanto e la razionalizzazione non appaiono tali che nell'autorappresentazione che la società occidentale ha di se stessa: il funzionamento delle nostre società continua invece a poggiarsi su dei “misteri” (le figure dello stato e della nazione; la disgiunzione fra uomini di governo e la loro funzione; etc.). Inoltre, il processo che ha caratterizzato le società cristiane non è riducibile a un travestimento dei concetti teologici in termini immanentistici, ma costituisce una ridefinizione completa dello spazio sociale e dell'esperienza che gli individui hanno di sé.
L'uscita dalla religione marca una trasformazione radicale nella forma di società segnando il passaggio da una società gerarchizzata a una società che prende forma, in modo conflittuale, a partire dal principio d'uguaglianza. In modo analogo e parallelo, anche l'esperienza che gli individui hanno di se stessi muta radicalmente: la divisione che prima era proiettata nel rapporto con la divinità ultraterrena, tende ora a ricollocarsi all'interno della dinamica sociale nel conflitto che costituisce il fondamento stesso della società democratica e nel soggetto, in cui s'impongono in maniera del tutto inedita le diverse dimensioni dell'inconscio, ovvero di ciò che, biologicamente, socialmente e storicamente, precede e sfugge alla coscienza che si ha di sé.
Secondo Gauchet, l'uscita dalla religione non implica il venir meno del sentimento religioso, della fede individuale e collettiva in una trascendenza, ma il ruolo che la religione gioca nella rappresentazione che la società ha di sé, o in altri termini nel principio di legittimazione del potere. Muta allora il ruolo delle istituzioni ecclesiastiche, chiamate a contribuire alla vita sociale e alla riflessione collettiva, portatrici di valori morali, in una società ordinata secondo nuovi criteri intrinsecamente laici.